# Vittorio Spreti
Vittorio Spreti (San Severino Marche, 2 gennaio 1887 – Milano, 22 novembre 1950) è stato un genealogista, storico e araldista italiano.

## Biografia
Appartenente a una famiglia marchionale fra le più importanti delle Romagne, patrizio di Ravenna, patrizio di Ferrara, nobile di Cervia, nobile di Bagnacavallo, figlio del marchese Arardo e di Elsa Branchini, è noto per la sua Enciclopedia storico-nobiliare italiana, della quale fu anche editore, pubblicata dal 1928 al 1936. L'opera, che è di carattere araldico-genealogico, è composta da otto volumi trattanti famiglie italiane. I volumi della Enciclopedia storico-nobiliare italiana, pur incompleti circa l'elencazione delle famiglie nobili italiane e con qualche inserimento non giustificato dai criteri compilativi, pure rappresentano, ancor oggi, il più importante repertorio di cenni storici relativi a famiglie nobili italiane, specie tra quelle riconosciute nobili durante il Regno d'Italia.
Riposa nella tomba familiare al cimitero maggiore di Milano.

## Opere

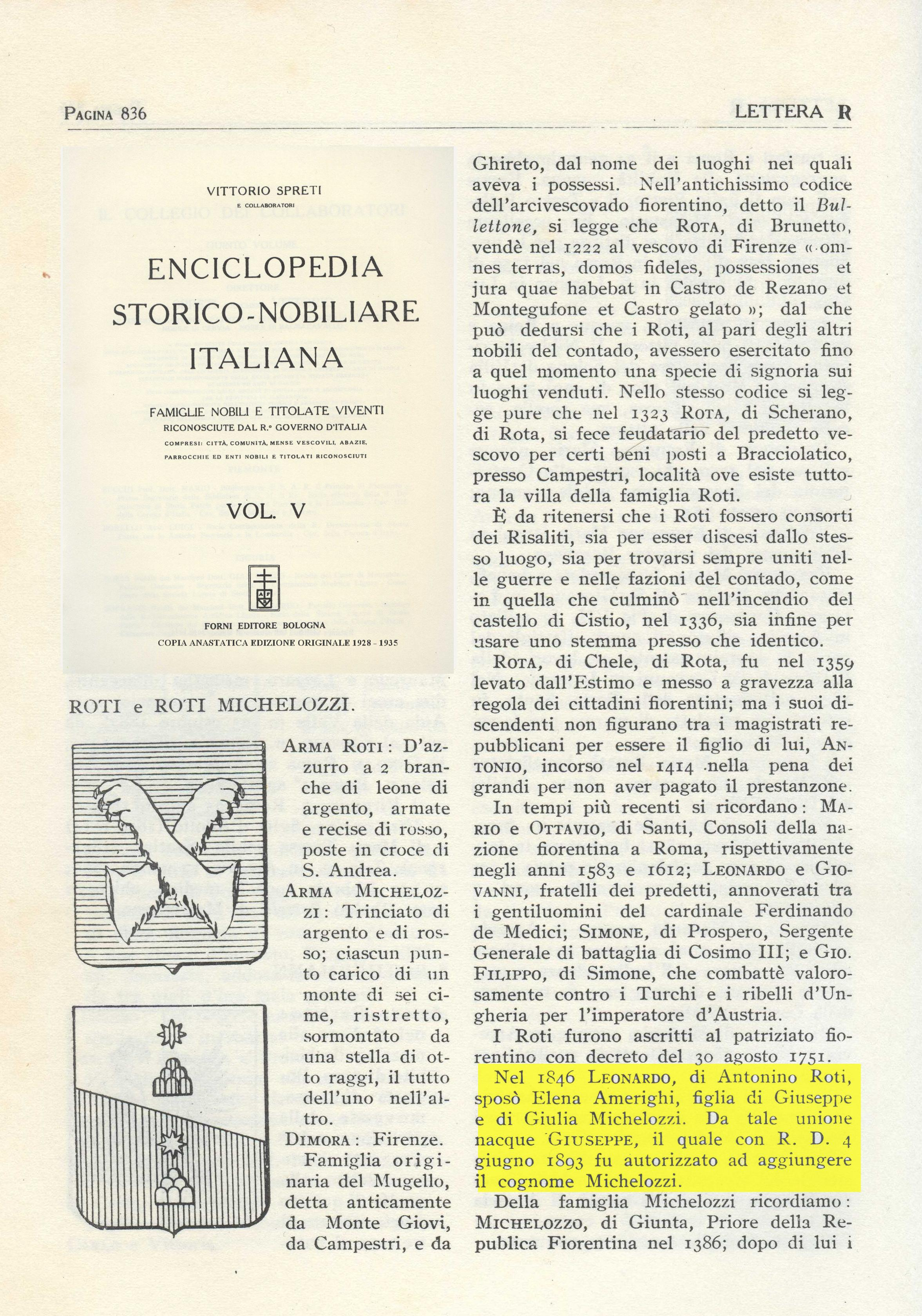
Una pagina della Enciclopedia storico-nobiliare italiana

- Enciclopedia storico-nobiliare italiana: famiglie nobili e titolate viventi riconosciute del R. Governo d'Italia, compresi: città, comunità, mense vescovile, abazie, parrocchie ed enti nobili e titolati riconosciuti, 6 volumi, 1928-32:
  - Vol. I: (A-Ba), 1928, 538 p.;
  - Vol. II: (Be-D), 1929, 645 p.;
  - Vol. III: (E-K), 1930, 713 p.;
  - Vol. IV: (L-O), 1931, 957 p.;
  - Vol. V: (P-R), 1932, 894 p.;
  - Vol. VI: (S-Z), 1932, 1045 p.
- Appendici Enciclopedia storico-nobiliare italiana, Milano: Stirpe, 1935-36:
  - Appendice 1: A-C, 688 p.;
  - Appendice 2: D-Z, 767 p.
- (in collaborazione con Giustiniano Degli Azzi Vitelleschi), Saggio di bibliografia araldica italiana, Milano: Enciclopedia storico-nobiliare italiana, 1936.